# Justice (альбом Джастіна Бібера)
Justice (укр. Справедливість) — шостий студійний альбом канадського співака Джастіна Бібера, що вийшов 19 березня 2021 року на лейблі Def Jam Recordings. Наступний альбомом після виходу Changes (2020). До альбому увійшли пісні за участі Khalid, Chance the Rapper, The Kid Laroi, Домініка Файка, Даніеля Цезаря, Giveon, Beam, Burna Boy та Бенні Бланко.
Виходу Justice передували сингли «Holy» (за участю Chance The Rapper), «Lonely» (з Бенні Бланко), «Anyone» і «Hold On», причому перший і третій сингли піднялися до першої днсятки чарту Billboard Hot 100, а інші два потрапили у топ-30 чарту. 30 березня 2021 року пісня «Peaches» (за участю Даніеля Цезаря та Giveon) вийде як п'ятий сингл альбому.
Альбом дебютував на вершині чарту Billboard Hot 200, із продажами у 154 000 еквівалентних альбомних одиниць у США за перший тиждень і ставши восьмим альбомом Бібера на першій сходинці чарту. У 27 років Бібер став наймолодшим солістом, вісім альбомів якого очолювали американський чарт. Justice отримав загалом позитивні відгуки критиків, дехто назвав його найкращим альбомом Бібера. Більшість критиків високо оцінили вокальні дані Бібера.

## Створення
15 лютого 2020 року, на наступний день після випуску п'ятого студійного альбому Бібер Changes, у Бібера взяв інтерв'ю діджей Apple Music Зейн Лов. Під час інтерв'ю Бібер сказав, що з нетерпінням чекає створення музики, яка відображатиме те, що він дізнався про відданість та побудову довіри. Бібер також заявив: «Існує так багато [sic] глибших рівнів, на які я з радістю переходжу, що є цікавим. Це дає мені певні очікування».
У той час, коли з цією зламаною планетою так багато проблем, ми всі прагнемо зцілення та справедливості для людства. Створюючи цей альбом, моєю метою було створити музику, яка дасть комфорт, створювати пісні, до яких люди можуть мати стосунок та пов’язуватись, щоб вони почувались не такими самотніми. Страждання, несправедливість та біль можуть спричинити у людей почуття безпорадності. Музика - чудовий спосіб нагадати один одному, що ми не самі. Музика може бути способом зв’язку між собою та поєднання між собою. Я знаю, що не можу просто розв’язати несправедливість, займаючись музикою, але знаю, що якщо ми всі зробимо все, використовуючи свої подарунки, щоб служити цій планеті та один одному, ми наблизимося до об’єднання. Цим я роблю невелику частину. Мою частина. Я хочу продовжити розмову про те, як виглядає справедливість, щоб ми могли продовжувати лікування.— Rolling Stone
До виходу провідного синглу «Holy» 18 вересня 2020 року, Бібер і Chance the Rapper обговорили подальші дії Бібера щодо Changes у прямому ефірі YouTube. Chance the Rapper розповів про те, як це йому нагадало, коли Майкл Джексон створив свій класичний альбом Off the Wall і сказав, що альбом є «однією з найкращих музик, які я коли-небудь чув», і що це «новаторська музика».

## Запис
На початку пандемії COVID-19, коли Бібер перебував на карантині у своєму будинку в Торонто, йому було надіслано безліч демозаписів, представлених його команді менеджерів авторами пісень, менеджерами, видавцями та продюсерами. Пісні, які йому сподобалися, Бібер записав у своїй домашній студії і надіслав їх своєму найближчому оточенню. 10 квітня 2020 року Бібер повідомив під час прямого ефіру в Instagram, що записав пісню під назвою «Anyone», яка згодом вийде як третій сингл альбому. 18 квітня 2020 року в Instagram Stories Бібер зазначив, що його новий альбом, на його думку, звучить «божевільно-добре». Запис Justice розпочався, коли через кілька місяців Бібер повернувся до Лос-Анджелеса. Хоча його останній альбом Changes був орієнтований на R&B-стиль, для цього альбому не було чітких жанрових меж. Бібер почав писати пісню «Peaches» в будинку Ендрю Ватта, під час спілкування з Шоном Мендесом.
Спочатку команда Бібера не планувала випускати альбом так швидко, і Бібер зрозумів, що у них є матеріал для альбому в грудні 2020 року. 22 січня 2021 року Бібер поділився останніми новинами про свій новий альбом в Instagram Stories. Він написав: «Закінчую цей альбом. Слідкуйте за новинами». Він також поділився фотографією, як він співає у студії. 26 січня 2021 року Бібер написав у Твіттері, що готує треклист для альбому.

## Пісні
Після того, як Бібер зосередився на R&B для Changes, Justice він бачив, як повернення до своїх поп-коренів. У першій доріжці «2 Much» міститься улюблений рядок Бібера: «Я не хочу заснути, я б скоріше закохався» (англ. I don't wanna fall asleep, I'd rather fall in love). Другий трек «Deserve You» був описаний Білбордом і самим Бібером як пісня, яка звучить як робота Філа Коллінза. «Off My Face» була описана як акустична ода коханню, яка стилістично порівнянна з його піснею 2015 року «Love Yourself». «Holy» описували як «госпел-бранч-рейв». «Unstable» поєднує в собі елементи фортепіанних балад та пісні кантрі 2000-х років. Восьмий трек «Die for You», за участі Домініка Фіке, — це «MTV-дружня» нова хвиля, фанк та денс-поп пісня. «Hold On» — це синті-поп-пісня, яку порівняли з піснею Кім Карнс «Bette Davis Eyes».
Звучання спродюсованого Skrillex «Somebody» був описаний як «гіперпоп-експеримент», який зумовлений «можною базовою лінією». «Ghost», одинадцятий трек, — це попрок-пісня з мерехтливим звучанням електронних синтезаторів. Дванадцятий трек «Peaches» за участю Даніеля Цезаря та Giveon — це поп-R&B пісня, яку порівнювали з роботою Бруно Марса. «Love You Different» за участі Beam, тринадцятий трек, написаний під впливом тропікал-хаузу та афробіту, і його порівнюють із синглом Бібера 2015 року «Sorry».

## Просування

### Сингли
Для Justice, команда менеджерів Бібера випробувала нову мультисинглову стратегію випуску. Ідея полягала в тому, щоб випустити кілька синглів, які згодом переростуть у новий альбом. Скутер Браун, менеджер Бібера, висунув цю ідею в червні 2020 року.
«Holy» за участю Chance the Rapper вийшов як провідний сингл Justice 18 вересня 2020 року. Він дебютував на третій сходинці американського чарту Billboard Hot 100, що зробило його 20-м синглом Бібера на чолі чарту в США. Музичне відео на пісню вийшло того ж дня, і в ньому Бібер грає звільненого нафтовика, який разом з його партнером займаються благодійністю для солдат. Режисером кліпу став американський режисер музичних відео Коллін Тіллі, а в головних ролях знялися Вілмер Вальдеррама та Раян Дестіні.
Другий сингл «Lonely» у співпраці з Бенні Бланко, вийшов 16 жовтня 2020 року. Трек дебютував під номером 14 і досяг 12-ї сходинки в американському чарті Billboard Hot 100. Прем'єра його музичного відео відбулася разом із виходом синглу. Його режисером став американський кліпмейкер Джейк Шреєр, а у кліпі виконав головну роль канадський актор Джейкоб Трембле, який грає Бібера в підлітковому віці. Бібер похвалив Джейкоба Трембле за його талант, додавши, що він став емоційним, коли побачив, як Трембла його грає, тоді як він виступає в ролі глядача «ззовні, що заглядає». У прямому ефірі на каналі Бібера на YouTube після виходу цієї пісні Бібер і Бланко назвали Тремблей одним з найкращих дитячих акторів, яких вони коли-небудь бачили. «Перший раз, коли я спостерігав за тим, як він проходив сегмент… Я законно його втратив», — сказав Бібер, спостерігаючи за Трамбле на знімальному майданчику. «Я був переповнений емоціями».
Третій сингл «Anyone», який вийшов 1 січня 2021 року, дебютував і досяг шостої сходинки американського чарту Billboard Hot 100. Прем'єра кліпу відбулася разом із виходом синглом. Режисером виступив американський кліпмейкер Коллін Тіллі, а у відео знялася американська актриса Зої Дойч, яка зіграла у відео дівчину Бібера. Бібер зображує боксера 1960-х років, якого потужна любов до своєї другої половини надихає тренуватися, битися і врешті-решт подолати потенційного нокаут на своєму шляху до того, щоб стати чемпіоном. Для музичного відео Бібер загримував усі свої татуювання.
Четвертий сингл «Hold On» вийшов 5 березня 2021 року і дебютував на 26-ій сходинці чарту Billboard Hot 100. Музичне відео вийшло разом із синглом, а його режисером став Колін Тіллі. У ньому зіграла тайванська актриса Крістін Ко, яка вконала роль дівчини Бібера. Відео розпочинається з того, що Бібер тікає від поліції, перед тим як отримати вогнепальне поранення. Однак, коли на відео показано те що передувало погоні, глядач дізнається, чому Бібер в першу тікає від поліції.
П'ятий сингл «Peaches» вийде 30 березня 2021 року. Пісня дебютувала на вершині чарту Billboard Hot 100 і стала сьомим синглом Бібера, що дебютував на першій сходинці чарту в США. Бібер також став першим сольним артистом-чоловіком, який одночасно дебютував на першому місці в чартах Billboard Hot 100 і Hot 200. Прем'єра музичного відео на пісню відбулася 19 березня 2021 року. Режисером кліпу став Колін Тіллі, а Бібер, Даніеля Цезаря та Giveon катаються по Лас-Вегас-Стріп.

### Justin Bieber: Next Chapter
Прем'єра документального фільму Next Chapter, режисера Майкла Д. Ратнера відбулась на YouTube 30 жовтня 2020 року. Це дало змогу ближче поглянути на життя Бібера під час карантину та під час запису альбому Justice. Розповідаючи про документальний фільм, Бібер сказав: «Я радий наздогнати їх (шанувальників) і поділитися прогресом, який я роблю, новою музикою, над якою працюю, і тим, що я радію майбутньому.»

## Обкладинка
14 січня 2021 року Рорі Крамер зробив 3 500 фотографій Бібера в трьох місцях Лос-Анджелеса. Обкладинка була зроблена зі останніх нічних 100 кадрів. На остаточній фотографії Бібер сгорбився в Тунелі 2-ї вулиці в центрі Лос-Анджелеса. Його рука закриває ліве око, а праве — закрите в інтроспективі. Бібер вибрав цю картину для обкладинки альбому в середині січня у своєму будинку в Лос-Анджелесі. «Ви бачили, наскільки він впевнений, він бачив таке бачення. Було круто спостерігати, хтось так схвильований його проєктом. Це круто, коли артист надзвичайно захоплюється вашим фото. Це найбільший комплімент», — сказав Крамер в інтерв'ю Indianapolis Star.
26 лютого 2021 року, коли була показана обкладинка альбому, команда французької групи Justice відреагувала на логотип альбому. За словами Педро Вінтера, засновника та власника лейбла Ed Banger Records, логотип альбому, задуманий самим Бібером, схожий на логотип групи Justice, яка має контракт з його лейблом. 1 березня 2021 року він відреагував в Instagram, зробивши скріншот логотипу, намальованого Бібером, та іронічно сказав: «Ed Banger Record призначає пана Джастіна Дрю Бібера артдиректором. Ми хотіли б подякувати пану So Me [нинішньому музичному керівнику Ed Banger] за всю його роботу з 2003 року». 18 березня Rolling Stone повідомив, що французька група Justice надіслала Біберу лист про припинення і відмову через альбом, посилаючись на навмисне порушення торгової марки щодо логотипу Cross.

## Випуск
Бібер оголосив про випуск альбому 26 лютого 2021 року. Разом із анонсом вийшов мініальбом під назвою JB6 для цифрового завантаження та потокового відтврення. Мініальбом включає оригінальні версії трьох вже виданих синглів «Holy» (із участю Chance The Rapper), «Lonely» (з Бенні Бланко) та «Anyone», а також акустичні версії сотанніх двох пісцень. Видання Target та ексклюзивна Walmart-версія CD альбому Justice вийшли разом з оригінальною версією 19 березня 2021 року, і обидві містять ще одну бонусну пісню. Бібер опублікував треклист альбому 10 березня 2021 року. 16 березня 2021 року в ефірі Good Morning America було оголошено, що Бібер випустить новий музичний кліп 19 березня.
19 березня 2021 року Justice вийшов разом із кліпом на п'ятий сингл «Peaches», режисером якого став Коллін Тіллі. На відео видно, як Бібер, Даніель Цезар та Giveon катаються по Лас-Вегас-Стріп. Justice (Triple Chucks Deluxe) з 6 новими треками вийшов 26 березня 2021 року, і в ньому присутні пісні за участі Джейдена, Торі Келлі, Lil Uzi Vert та DaBaby. Альбом дебютував на першій сходинці чарту Billboard Hot 200, із продажами у 154 000 альбомно-еквівалентних одиниць у Сполучених Штатах за перший тиждень і ставши восьмим альбомом Bieber на вершині чарту. У 27 років Бібер став наймолодшим солістом з восьмома альбомами на першій сходинці чарту в США. Того ж дня, 29 березня 2021 року, Американська асоціація компаній звукозапису сертифікувала Justice як золотий альбом. П'ятий сингл «Peaches», також дебютував на першій сходинці чарту того ж тижня, завдяки чому Бібер став першим сольним виконавцем-чоловіком, який одночасно дебютував на перших сходинках у чартах Billboard Hot 100 і Hot 200.

## Оцінки критиків
Justice отримав загалом схвальні відгуки музичних критиків. На Metacritic, який присвоює нормалізований рейтинг на підставі 100 рецензій загальнодоступних видань, альбом отримав середню оцінку 62, базуючись на 16 відгуках, що вказує на «загалом сприятливі відгуки».
Луїза Брутон з The Irish Times описала альбом Justice як «незаперечено хороший», а співака — «найпопулярнішим», відколи Бібер музично «розслабився». Ройсін О'конор, у статті для Індепендента, назвала Justice найкращим альбомом у кар'єрі Бібера, високо оцінивши еволюцію порівняно з його п'ятим студійним альбомом Changes і обожнювану музичність його треків. Погоджуючись з цим, Вілл Лавін з New Musical Express висловив думку, що альбом є вдосконаленням у порівнянні із Changes. Він стверджує, що Justice не є альбомом протесту, проте він містить «повідомлення про надію, мораль і відстоювання правди», де Бібер дає «потужні результати» через особистий досвід. Дописувач журналу Білборд Джейсон Ліпшац зазначив, що Бібер «набуває більшої артистичної чіткості» у Justice, оскільки намагається «висловити складний емоційний стан у альбомі, замість того, щоб затягувати його на три хвилини». Він назвав його Бібером «найбльш передньо прослуховуваним». Авторка PopMatters Ана Клара Рібейро писала, що Justice свідчитт про Бібера як про «силу попмузики» і містить сліди його попередніх альбомів, особливо Purpose (2015).
Інші відгуки були неоднозначнішими. Лія Грінблат з Entertainment Weekly відчула, що жоден трек «не торкнувся п'янких висот» синглів Purpose, таких як «Sorry» і «Where Are Ü Now», але вважає, що Justice повна «Husband Bops» і «поважних номерів». Девід Сміт із Evening Standard зробив комплімент музичному напрямку альбому, але зазначив, що Бібер «все ще не має багато чого сказати» у текстах пісень. У рецензії для Clash, Робін Мюррей заявив, що Justice досліджує «хіп-хоп, щоб виплеснути Billboard-поп і не тільки», однак його 16 композицій «можуть стати повторюваним досвідом». Равія Камейр із Pitchfork, назвала його «серйозним попальбомом», зробила комплімент плавному та контрольованому вокалу Бібера, але знизила оцінку за «корнисте» продюсування та «бездуховне» написання пісень. Вона помітила, що Justice випромінюває «харизму і спритність», що дає Біберу зірковість, однак, засудила справедливість (англ. justice) як тему альбому, висловивши невпевненість у тому, «чи співає Бібер про свою дружину чи свого бога». Розмарі Акпан з Exclaim! охрестила Justice «пристойним» альбомом про Біберове «здорове» подружнє життя, проте назва альбому «пахне перформативним активізмом». Крейг Дженкінс із Vulture написав, що «Бібер звучить краще, ніж коли-небудь, але музика, яку він створив цього разу, відчуває себе дещо стриманою», вважаючи, що «що більше шансів отримує Justice, тим кращі виграші», спеціально компліментуючи «авантюрний розрив між „Ghost“ та „Loved by You“», відмовляючись від співпраці з Khalid та The Kid Laroi. Він закінчив свою рецензію дописом про те, що Бібер «зростає і звертається до аудиторії, яка також зросла з часів нестримних подій», і назвав альбом «глибшим і особистішим, ніж насамперед плотські проблеми останнього альбому, хоча і не менш загальноприйнятим». Джон Караманіка з Нью-Йорк таймс назвав альбом «дезорганізованим, лише епізодично сильним», водночас непідтримавши різницю між жанрами в Justice, називаючи їх «піснями, які здаються продюсерськими вправами, злегка наповненими якою-небудь водою Бібера, музичним еквівалентом товарів», але відзначив співпрацю з іншими артистами в синглах «Unstable» та «Peaches» як два основних моменти, поряд із «Lonely», написавши, що у них Бібер «найбільш самореференційний, найменш захаращений, а також найсильніший». У статті для Лос-Анджелес Таймс Мікаель Вуд висловив думку, що альбом «відчуває себе не синхронізовано з рештою сучасної попси», виділяючи "Peaches, " «Ghost» та «Die For You» як найкращі треки платівки, хоча він закінчив огляд словами про те, що «в цілому ж альбом коротко міняє здобутий важким талантом сторітейліг, який культивував Бібер».
Багато критиків вважають розміщення виступів Мартіна Лютера Кінга в альбомі недоречним у контексті. Кріс Віллман із Вараєті високо оцінив продюсування альбому та вокал Бібера, назвавши його «безсоромним, хорошим попальбомом», але здивувався «чому хтось вважає, що це гарна ідея поєднувати захист громадянських прав з думкою піддатися гарячій жінці». Критик Ґардіан Алексіс Петрідіс описав альбом як набір пісень про кохання про дружину Бібера, що суперечить опису альбому співаком — «справедливість для людства». Ставлячи під сумнів відсутність взаємозв'язку між піснями альбому та промовами Кінга, Алі Шатлер із Дейлі телеграф висловив думку, що «закохані» тексти пісень «майже виключно» зосереджується на самому Бібері. Шатлер назвав участь у записі альбому Khalid та Chance the Rapper як неприємними. Кіт Гарріс із Rolling Stone назвав Justice «професійно спроюсованою попсою» з безліччю «затверджених у чартах» треків. Він порівняв включення виступів Кінга з «порожнім, не зобов'язуючим до відчуттів твітом, присвяченим Місяцю афроамериканської історії, жест, який краще було не робити», і зазначив, що він «кооптує і баналізує посил людини, честь якого вони сповідують». У негативній рецензії, Кітті Емпір із Обзервера розкритикувала Бібера за те, що він «поставив одного з найбільших ораторів, що коли-небудь жили, у альбом, як глухий хрип», і вважає альбом «новим мінімумом» для співака.

## Треклист
| Треклист стандартного видання Justice | Треклист стандартного видання Justice          | Треклист стандартного видання Justice | Треклист стандартного видання Justice                             | Треклист стандартного видання Justice |
| #                                     | Назва                                          | Автор | Продюсер(и)                                                       | Тривалість                            |
| ------------------------------------- | ---------------------------------------------- | --- | ----------------------------------------------------------------- | ------------------------------------- |
| 1.                                    | «2 Much»                                       | Джастін Бібер Александр Іск'єрдо [en] Фредді Векслер [en] Крістіан Валентин Брунн [en] Джош Гудвін Грегорі Ерік Гайн Джан Стоун Сонні Мур Мартін Лютер Кінг | Skrillex                                                          | 2:32                                  |
| 2.                                    | «Deserve You»                                  | Бібер Джонатан Белліон [en] Алі Тампосі [en] Майкл Поллак [en] Ендрю Вотман [en] Луї Белл [en]                                                              | Ендрю Ватт [en] Белл                                              | 3:07                                  |
| 3.                                    | «As I Am» (за участю Khalid)                   | Бібер Халід Робінсон Ноа Манн Гайн Стефан Джонсон Джордан К. Джонсон [en] Олівер Петергоф [en] Гудвін Ідо Змішлані                                          | The Monsters & Strangerz [en] German Джош Гудвін Ідо Змішлані [a] | 2:54                                  |
| 4.                                    | «Off My Face»                                  | Бібер Тіа Скола Деніел Джеймс [en] Лія Гейвуд [en] Джейк Торрі                                                                                              | Dreamlab [en] Джейк Торрі                                         | 2:36                                  |
| 5.                                    | «Holy» (за участю Chance the Rapper)           | Бібер Канцлер Джонатан [en] Ентоні М. Джонс [en] Белліон Томмі Браун Стівен Френкс Йорген Одегард Поллак                                                    | Джон Белліон [en] Томмі Браун Містер Френкс Йорген Одегард        | 3:32                                  |
| 6.                                    | «Unstable» (за участю the Kid Laroi)           | Бібер Чарльтон Говард Брітні Амардіо [en] Рамі Якуб [en] Джеймс Гатч Гайн Гудвін Біллі Волш                                                                 | Джиммі Гатч Aldae [b]                                             | 2:38                                  |
| 7.                                    | «MLK Interlude»                                | Кінг |                                                                   | 1:44                                  |
| 8.                                    | «Die for You» (за участю Домініка Файка)       | Бібер Домінік Файк Тампосі Белліон Белл | Ватт Белл                                                         | 3:18                                  |
| 9.                                    | «Hold On»                                      | Бібер Белліон Тампосі Вотман Белл Вальтер де Бакер Луїс Бонфа                                                                                               | Ватт Белл                                                         | 2:50                                  |
| 10.                                   | «Somebody»                                     | Бібер Раян Теддер Якуб Гайн Гудвін Мур Бернард Гарві [en] Ілля Салманзаде [en]                                                                              | Skrillex Гарв [en] Ілля [en] [a]                                  | 2:59                                  |
| 11.                                   | «Ghost»                                        | Бібер Поллак С. Джонсон Дж. Джонсон Белліон | The Monsters & Strangerz Белліон                                  | 2:33                                  |
| 12.                                   | «Peaches» (за участю Даніеля Цезаря та Giveon) | Бібер Ештон Сіммондс [en] Живеон Еванс [en] Вотман Белл Гарві Луїс Мартінес-молодший                                                                        | Гарв Shndo [a]                                                    | 3:18                                  |
| 13.                                   | «Love You Different» (за участю Beam)          | Бібер Тайшан Томпсон [en] Вітні Філіпс Джордан Дуглас Іск'єрдо Петергоф Маркус Ломакс [en]                                                                  | The Monsters & Strangerz German Гудвін                            | 3:06                                  |
| 14.                                   | «Loved by You» (за участю Burna Boy)           | Бібер Даміні Ебунолува Огулу [en] Белліон Емі Аллен [en] Мур Джейсон Евіган [en]                                                                            | Skrillex Джейсон Евіган [en] leriQ [b]                            | 2:39                                  |
| 15.                                   | «Anyone»                                       | Бібер Поллак Рауль Кубіна Вотман Белліон Іск'єрдо С. Джонсон Дж. Джонсон                                                                                    | Ватт Белліон The Monsters & Strangerz                             | 3:10                                  |
| 16.                                   | «Lonely» (із Бенні Бланко)                     | Бібер Бенджамін Левін Фіннеас О'Коннелл | Бенні Бланко Фіннеас                                              | 2:29                                  |
| 45:25                                 |                                                | |                                                                   |                                       |

| Justice – Justice (Triple Chucks Deluxe) (додаткові доріжки) | Justice – Justice (Triple Chucks Deluxe) (додаткові доріжки) | Justice – Justice (Triple Chucks Deluxe) (додаткові доріжки)                                                        | Justice – Justice (Triple Chucks Deluxe) (додаткові доріжки) | Justice – Justice (Triple Chucks Deluxe) (додаткові доріжки) |
| #                                                            | Назва                                                        | Автор | Продюсери(и)                                                 | Тривалість                                                   |
| ------------------------------------------------------------ | ------------------------------------------------------------ | --- | ------------------------------------------------------------ | ------------------------------------------------------------ |
| 17.                                                          | «There She Go» (за участю Lil Uzi Vert)                      | Бібер Саймер Вудс Манн Камерон Гласпер Томпсон Дуглас Гайн Гудвін Родні Джеркінс [en] Марвін Геммінгс Антоніо Керні | Darkchild [en] Марвін Геммінгс KCdaProducer                  | 3:35                                                         |
| 18.                                                          | «I Can't Be Myself» (за участю Джейденf)                     | Бібер Белліон Тампосі Вотман Белл                                                                                   | Ватт Белл                                                    | 3:13                                                         |
| 19.                                                          | «Lifetime»                                                   | Бібер Джейс Дженнінгс Джейкоб Грінспен Скотт Браун [en] Алекс Шварц [en] Джо Хаджадуріан [en] Торрі Поллак          | The Futuristics [en] Торрі Поллак                            | 3:27                                                         |
| 20.                                                          | «Wish You Would» (за участю Quavo)                           | Бібер Куейвіус Маршалл Джейсон Бойд [en] Кеннет Кобі Кевін Кобі Коді Сімпсон (поза списком)                         | Poo Bear [en] BMW Kenny Trackz                               | 4:01                                                         |
| 21.                                                          | «Know No Better» (за участю DaBaby)                          | Бібер Джонатан Кірк Ноа Манн [en] Біграм Заяс [en] Кевін Карбо                                                      | DVLP [en] Capi                                               | 2:41                                                         |
| 22.                                                          | «Name» (за участю Торі Келлі)                                | Бібер Аллен С. Джонсон Дж. Джонсон Белліон                                                                          | The Monsters & Strangerz Белліон                             | 2:39                                                         |
| 65:01                                                        |                                                              | |                                                              |                                                              |

| Justice – альтернативна CD-обкладинка та альтернативна CD-обкладинка I європейського інтернетмагазину | Justice – альтернативна CD-обкладинка та альтернативна CD-обкладинка I європейського інтернетмагазину | Justice – альтернативна CD-обкладинка та альтернативна CD-обкладинка I європейського інтернетмагазину | Justice – альтернативна CD-обкладинка та альтернативна CD-обкладинка I європейського інтернетмагазину |
| # | Назва                                                                                                 | Автор                                                                                                 | Тривалість                                                                                            |
| --- | --- | --- | --- |
| 17.                                                                                                   | «Red Eye» (за участю TroyBoi)                                                                         | Бібер Poo Bear [en] Саша Сірота [en] Джиммі Джаннос Домінік «DJ» Джордан                              | 3:07                                                                                                  |
| 48:32                                                                                                 | | | |

| Justice – ексклюзивне видання Walmart та альтернативна CD-обкладинка II європейського інтернетмагазину | Justice – ексклюзивне видання Walmart та альтернативна CD-обкладинка II європейського інтернетмагазину | Justice – ексклюзивне видання Walmart та альтернативна CD-обкладинка II європейського інтернетмагазину | Justice – ексклюзивне видання Walmart та альтернативна CD-обкладинка II європейського інтернетмагазину | Justice – ексклюзивне видання Walmart та альтернативна CD-обкладинка II європейського інтернетмагазину |
| # | Назва                                                                                                  | Автор                                                                                                  | Продюсери(и)                                                                                           | Тривалість                                                                                             |
| --- | --- | --- | --- | --- |
| 17. | «Hailey»                                                                                               | Бібер Ендрю Вотман [en] Алі Тампосі Джонатан Белліон Луї Белл                                          | Ватт Белл                                                                                              | 3:13                                                                                                   |
| 48:38                                                                                                  | | | | |

| Justice – ексклюзивне видання Target та альтернативна CD-обкладинка III європейського інтернетмагазину | Justice – ексклюзивне видання Target та альтернативна CD-обкладинка III європейського інтернетмагазину | Justice – ексклюзивне видання Target та альтернативна CD-обкладинка III європейського інтернетмагазину | Justice – ексклюзивне видання Target та альтернативна CD-обкладинка III європейського інтернетмагазину | Justice – ексклюзивне видання Target та альтернативна CD-обкладинка III європейського інтернетмагазину |
| # | Назва                                                                                                  | Автор                                                                                                  | Продюсери(и)                                                                                           | Тривалість                                                                                             |
| --- | --- | --- | --- | --- |
| 17. | «Angels Speak»                                                                                         | Бібер Poo Bear [en] Саша Сірота [en] Філіп Феррелл II                                                  | Джейсон «Poo Bear» Бойд [en] Гудвін                                                                    | 3:51                                                                                                   |
| 49:26                                                                                                  | | | | |

| Justice – Японське видання | Justice – Японське видання | Justice – Японське видання                                    | Justice – Японське видання     | Justice – Японське видання |
| #                          | Назва                      | Автор                                                         | Продюсери(и)                   | Тривалість                 |
| -------------------------- | -------------------------- | ------------------------------------------------------------- | ------------------------------ | -------------------------- |
| 17.                        | «Hailey»                   | Бібер Ендрю Вотман [en] Алі Тампосі Джонатан Белліон Луї Белл | Ватт Белл                      | 3:13                       |
| 18.                        | «Angels Speak»             | Бібер Poo Bear Саша Сірота [en] Філіп Феррелл II              | Джейсон «Poo Bear» Бойд Гудвін | 3:51                       |
| 52:36                      |                            |                                                               |                                |                            |

| Justice – Японське делюксове бонусне DVD-видання | Justice – Японське делюксове бонусне DVD-видання | Justice – Японське делюксове бонусне DVD-видання | Justice – Японське делюксове бонусне DVD-видання |
| #                                                | Назва                                            | Режисер(и)                                       | Тривалість                                       |
| ------------------------------------------------ | ------------------------------------------------ | ------------------------------------------------ | ------------------------------------------------ |
| 1.                                               | «Interview»                                      |                                                  |                                                  |
| 2.                                               | «Anyone» (Музичне відео)                         | Коллін Тіллі                                     | 4:24                                             |
| 3.                                               | «Anyone» (За лаштунками)                         |                                                  |                                                  |
| 4.                                               | «Holy» (Музичне відео; із Chance the Rapper)     | Тіллі                                            | 5:29                                             |
| 5.                                               | «Holy» (За лаштунками; із Chance the Rapper)     |                                                  |                                                  |

Виноски
- ↑  означає співпродюсера
- ↑  означає додаткового продюсера

## Автори
Інформацію про авторів отримано із сервісу Tidal.

### Музиканти
| - Джастін Бібер — провідний вокал (1-6, 8-16), беквокал (2, 8), автор пісні (1-6, 8-16) - Khalid — запрошений артист (3), вокал (3), автор пісні (3) - Chance the Rapper — запрошений артист (5), вокал (5), автор пісні (5) - The Kid Laroi — запрошений артист (6), вокал (6), автор пісні (6) - Домінік Файк — запрошений артист (8), вокал (8), автор пісні (8) - Даніель Цезар — запрошений артист (12), вокал (12), автор пісні (12) - Giveon — запрошений артист (12), вокал (12), автор пісні (12) - Beam — запрошений артист (13), вокал (13), беквокал (13), автор пісні (13) - Burna Boy — запрошений артист (14), вокал (14), автор пісні (14) - Бенні Бланко — співпровідний вокал (16), автор пісні (16), продюсування (16), інжиніринг (16), клавішні (16), програмування (16) - Skrillex — автор пісні (1, 10, 14), продюсування (1, 10, 14), барабани (10), клавішні (10), програмування (10) - Ендрю Ватт — автор пісні (2, 9, 12, 15), продюсування (2, 8, 9, 15), беквокал (2, 8, 9, 15), бас (2, 8, 9), гітара (2, 8, 9, 15), барабани (2, 8, 15), клавішні (2, 15), адаптація (8) - Луї Белл — автор пісні (2, 8, 9, 12), продюсування (2, 8, 9), беквокал (2, 8, 9), барабани (2, 8), клавішні (2), програмування (2, 8, 9) - Джон Белліон — автор пісні (2, 5, 8, 9, 11, 14, 15), продюсування (5, 11, 15), беквокал (2, 5, 8, 9, 11, 14, 15), перкусія (5), програмування (11, 15), бас (15), барабани (15), вокальне продюсування (11) - Майкл Поллак — автор пісні (2, 5, 11, 15), беквокал (5, 15), фортепіано (5, 11), клавішні (2, 15) - German — продюсування (3, 13), бас (3, 13), програмування (3, 13), барабани (13) - Ідо Змішлані — автор пісні (3), продюсування (3), співпродюсування (3), фортепіано (3) - Джош Гудвін — автор пісні (1, 3, 6, 10), продюсування (3, 13), зведення (1-6, 8-16), вокальне продюсування (1, 3, 4, 6, 10, 11, 13, 14, 16), звукозапис (3), інжиніринг (5, 11, 16), вокальний інжиніринг (12-14, 16) - The Monsters & Strangerz — продюсування (3, 11, 13, 15), барабани (3, 11, 13), програмування (3, 11, 13, 15), бас (11, 13), клавішні (11, 15) - Александр Іск'єрдо — автор пісні (1, 13, 15), беквокал (15) - Джордан К. Джонсон — автор пісні (3, 11, 15), беквокал (15) - Стефан Джонсон — автор пісні (3, 11, 15), вокальне продюсування (3, 11), беквокал (15) - Маркус Ломакс — автор пісні (13), беквокал (13), клавішні (13) - Олівер Петергоф — автор пісні (3, 13) - Dreamlab — продюсування (4), звукозапис (4) - Деніел Джеймс — автор пісні (4), звукозапис (4) - Лія Гейвуд — автор пісні (4) - Джейк Торрі — автор пісні (4), продюсування (4), гітара (4) - Йорген Одегард — автор пісні (5), продюсування (5), беквокал (5), барабани (5), інжиніринг (5), програмування (5), синтезатори (5) - Стівен Френкс — автор пісні (5), продюсування (5) - Томмі Браун — автор пісні (5), продюсування (5), бас (5) - Aldae — продюсування (6), асистент продюсування (6) - Джиммі Гатч — автор пісні (6), продюсування (6) | - Ілля — автор пісні (10), продюсування (10), беквокал (10), співпродюсування (10), клавішні (10), перкусія (10), програмування (10) - Бернард Гарві — автор пісні (10, 12), продюсування (10, 12), бас (12), гітара (12), клавішні (12), фортепіано (12) - Shndo — продюсування (12), співпродюсування (12) - Джейсон Евіган — автор пісні (14), продюсування (14), беквокал (14), бас (14), барабани (14), гітара (14), клавішні (14), програмування (14) - LeriQ — продюсування (14), додаткове продюсування (14) - Фіннеас — автор пісні (16), продюсування (16), інжиніринг (16), клавішні (16), програмування (16) - Фредді Векслер — автор пісні (1) - Джан Стоун — автор пісні (1) - Грегорі Ерік Гайн — автор пісні (1, 3, 6, 10), беквокал (1, 3, 6, 10) - Мартін Лютер Кінг — автор пісні (1, 7) - Валентин Брунн — автор пісні (1) - Алі Тампосі — автор пісні (2, 8, 9), беквокал (2, 8, 9) - Скотт Гарріс — автор пісні (3) - Тіа Скола — автор пісні (4) - Ентоні М. Джонс — автор пісні (5) - Брітні Амардіо — автор пісні (6) - Рамі Якуб — автор пісні (6, 10) - Луїс Бонфа — автор пісні (9) - Вальтер Де Бакер — автор пісні (9) - Раян Теддер — автор пісні (10), беквокал (10) - Луїс Мануель Мартінес-молодший — автор пісні (12) - Джордан Дуглас — автор пісні (13) - Вітні Філіпс — автор пісні (13) - Емі Аллен — автор пісні (14) - Рауль Кубіна — автор пісні (15), перкусія (15) - Кендіс Міллс — беквокал (5) - Карла Вільямс — беквокал (5) - Крістіун Морган — беквокал (5) - Даріан Елліот — беквокал (5) - Демаркус Вільямс — беквокал (5) - Дені Дотері — беквокал (5) - Дреа Рендл Метьюз — беквокал (5) - Ебоні Еллерсон — беквокал (5) - Ерік Бердін — беквокал (5) - Джеймс Маккіссіч — беквокал (5) - Жакуа Гріффін — беквокал (5) - Меріанн Шов — беквокал (5) - Маршарі Вільямс — беквокал (5) - Мелоді Пейс — беквокал (5) - Майкл Бетані — беквокал (5) - Майрон Вільямс — беквокал (5) - Тамека Санфорд — беквокал (5) - Загрея Клейтон — беквокал (5) - Virtual Riot — фортепіано (1) - П'єр-Люк Ріо — гітара (3, 11) - Макс Гран — барабани (10) - Чарлі Пут — фортепіано (15) |

### Техніки
| - Колін Леонард — mastering (1-6, 8-16) - Елайджа Марретт-Гітч — аситент зведення (5, 16) - Гайді Ван — аситент зведення (1-4, 6, 8-15), звукозапис (3), інжиніринг (11, 13), аситентування з інжинірингу звукозапису (13) - Кріс О'Раян — інжиніринг (1, 4, 5, 14), вокальний інжиніринг (16), вокальне продюсування (16) - Девін Накао — інжиніринг (5, 14, 16), звукозапис (2, 4, 8, 9, 15) - Джон Арбекл — інжиніринг (5) - Корі Брайс — інжиніринг (10) - Дрю Голд — інжиніринг (10) - Джеремі Лертола — інжиніринг (10) - Джош Гудвін — зведення (1-16) - Сем Голланд — інжиніринг (10) - Пол Ламальфа — звукозапис (2, 8, 9, 15) | - Деніс Косяк — звукозапис (3), вокальне продюсування (3) - Майкл Гавенс — звукозапис (5) - Кевін Карбо — звукозапис (8) - Лайонел Краста — звукозапис (14) - Рафаель Фадул — звукозапис (14) - Раян Лайтл — аситентування з інжинірингу звукозапису (1, 4, 6, 10-12, 14) - Джеймс Кілі — аситентування з інжинірингу звукозапису (3) - Ченао Ван — аситентування з інжинірингу звукозапису (8) - Кірк Франклін — аранжування приспіву (5) - Скутер Браун — аранжування приспіву (5), координація продюсування (16) - Ендрю Люфтман — координація продюсування (16) - Сара Шелтон — координація продюсування (16) |

## Чарти
| Чарт (2021)                                        | Найвища позиція |
| -------------------------------------------------- | --------------- |
| Австралія (Australian Albums) (ARIA)               | 1               |
| Австрія Austrian Albums (Ö3 Austria)               | 3               |
| Бельгія Belgian Albums (Ultratop Flanders)         | 1               |
| Бельгія Belgian Albums (Ultratop Wallonia)         | 5               |
| Канада Canadian Albums (Billboard)                 | 1               |
| Чехія Czech Albums (ČNS IFPI)                      | 1               |
| Данія Danish Albums (Hitlisten)                    | 1               |
| Нідерланди Dutch Albums (MegaCharts)               | 1               |
| Фінляндія Finnish Albums (Suomen virallinen lista) | 1               |
| Франція French Albums (SNEP)                       | 8               |
| Німеччина German Albums (Offizielle Top 100)       | 4               |
| Ірландія Irish Albums (OCC)                        | 1               |
| Італія (Italian Albums) (FIMI)                     | 4               |
| Японія (Japan Hot Albums) (Billboard Japan)        | 17              |
| Японія Japanese Albums (Oricon)                    | 22              |
| Литва (Lithuanian Albums) (AGATA)                  | 1               |
| Нова Зеландія (New Zealand Albums) (RMNZ)          | 1               |
| Норвегія Norwegian Albums (VG-lista)               | 1               |
| Шотландія Scottish Albums (OCC)                    | 5               |
| Іспанія (Spanish Albums) (PROMUSICAE)              | 2               |
| Швеція (Swedish Albums) (Sverigetopplistan)        | 1               |
| Швейцарія Swiss Albums (Schweizer Hitparade)       | 4               |
| Велика Британія UK Albums (OCC)                    | 2               |
| США Billboard 200                                  | 1               |

## Сертифікації
| Регіон                                                      | Сертифікація | Продажі   |
| ----------------------------------------------------------- | ------------ | --------- |
| США (RIAA)                                                  | Платиновий   | 1 000 000 |
| продажі+прослуховування, що базуються лише на сертифікаціях |              |           |

## Історія випуску
| Регіон | Дата            | Формат                                       | Версія                      | Лейбл     | Прим.   |
| ------ | --------------- | -------------------------------------------- | --------------------------- | --------- | ------- |
| Різні  | 19 березня 2021 | CD цифрове завантаження потокове відтворення | Standard                    | Def Jam   | [ 104 ] |
| США    | 19 березня 2021 | CD                                           | Ексклюзивне видання Target  | Def Jam   | [ 51 ]  |
| США    | 19 березня 2021 | CD                                           | Ексклюзивне видання Walmart | Def Jam   | [ 52 ]  |
| Японія | 19 березня 2021 | CD                                           | Японське видання            | Universal | [ 105 ] |
| Японія | 19 березня 2021 | CD DVD                                       | Делюксове видання           | Universal | [ 106 ] |
| Різні  | 26 березня 2021 | CD цифрове завантаження потокове відтворення | Triple Chucks Deluxe        | Def Jam   |         |